# Napeogenes larilla
Napeogenes larilla är en fjärilsart som beskrevs av William Chapman Hewitson 1877. Napeogenes larilla ingår i släktet Napeogenes och familjen praktfjärilar. Inga underarter finns listade i Catalogue of Life.

## Bildgalleri

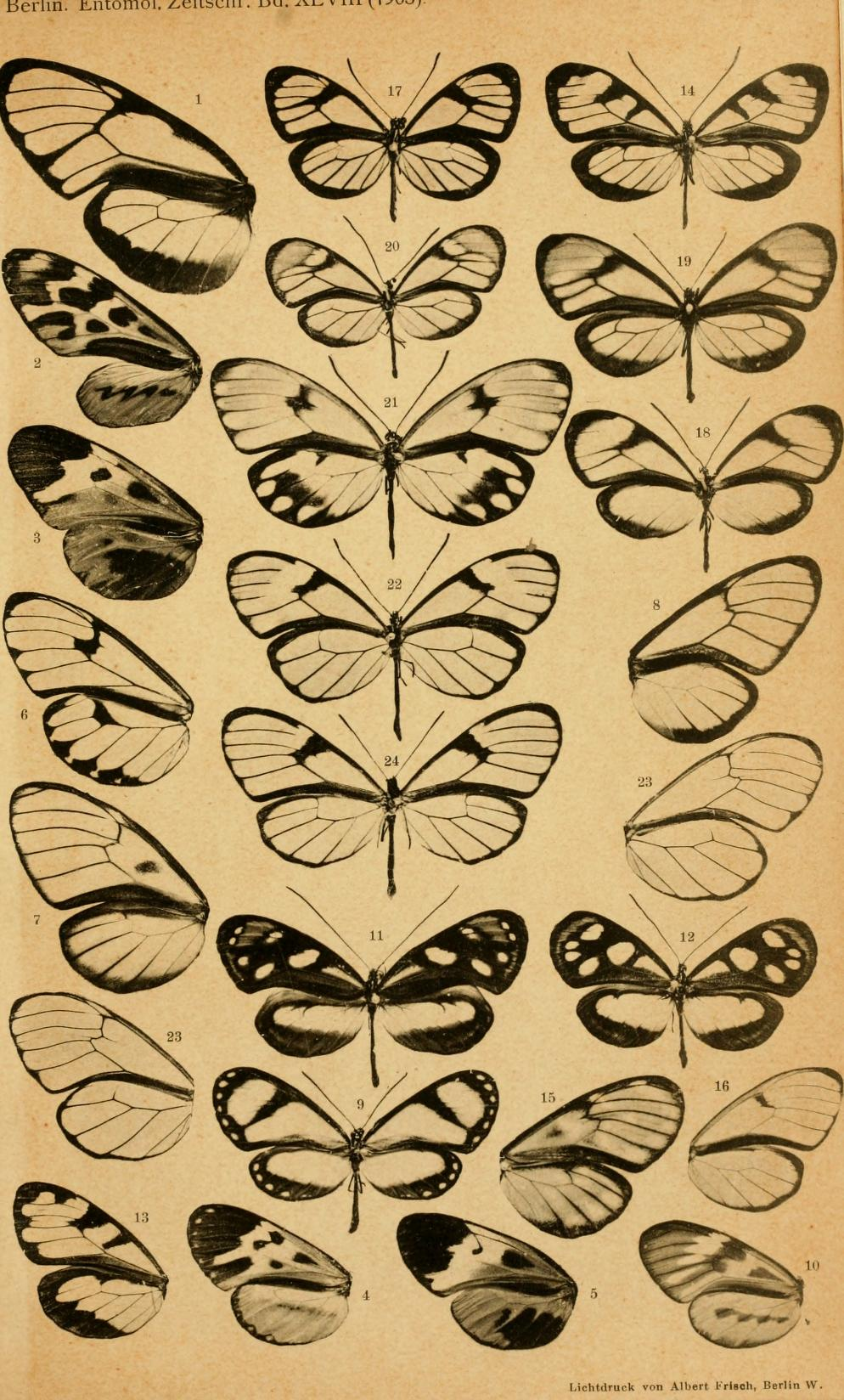